# Igor Sarmientos
Igor Sarmientos (* 20. Jahrhundert in Guatemala-Stadt) ist ein guatemaltekischer Dirigent, Cellist und Perkussionist.
Der Sohn des Komponisten und Dirigenten Jorge Álvaro Sarmientos begann im Alter von fünf Jahren Schlagzeug zu spielen, trat zwölfjährig als Schlagzeuger mit Jazzbands und mit dem Orquesta Sinfonica Nacional de Guatemala auf, dessen Erster Paukist er von seinem siebzehnten bis zu seinem neunundzwanzigsten Lebensjahr war, und war erstes Paukist bei einem Gastkonzert von Lukas Foss in Guatemala. An der Universidad Rafael Landivar erwarb er den Bachelorgrad in den Fächern Musik und westliche Philosophie.
An der University of North Texas studierte er bis 1990 Cello bei Adolfo Odnoposoff und Carter Enyeart und besuchte Meisterklassen für Cello bei Antonio Meneses, Jascha Silverstein, Yo-Yo Ma und Gary Hoffman und für Barockcello bei Christina Mahler. Seine Lehrer als Dirigent waren neben seinem Vater Anshel Brusilow, Serge Zechnacker, Anthony Maiello und Dennis Layendecker, außerdem nahm er an Meisterklassen von Guillermo Scarabino, Mario Benzecri, Eduardo Mata, Eri Klas, Jorma Panula, Kenneth Kiesler und Marin Alsop teil.
1993 gewann er den Ersten Preis bei der vom Orchester der Universität São Paulo veranstalteten First Latin American Orchestral Conducting Competition und erhielt (1994–96) die Stelle als stellvertretendes Direktor des Orchesters. In den Folgejahren war er Gastdirigent vieler namhafter Orchester Nord- und Südmarikas und Europas, und Solisten wie Kumi Miyagawa, Robert De Maine, Carlos Prieto, Jose Luis Sola, Judith Borras, Keiko Abe, Antonio Lauro del Claro, Gianfranco Bortolato, Elisa Fukuda, Robert Davidovici, Carter Enyeart, Raquel Ramirez, Zamira Barquero, Luis Orlandini, Pavel Steidel, Luis Gaeta, Luis Giron May, Licia Lucas, Andres Archila, Encarnacion Vasquez, Marco Rapetti, Birgit Beer und Felipe Ramirez traten unter seiner Leitung auf. 
Er dirigierte auch Programme des Nationalballetts von Guatemala und Opernproduktionen, war musikalischer Leiter des Nationalchores von Guatemala und von 2000 bis 2006 Dekan des Nationalkonservatoriums. Mit Maria Ciudad-Real (und Unterstützung von José Antonio Abreu) gründete er 1997 die Musikinitiative El Sistema und die Stiftung Musica y Juventud. Deren Hauptprojekt war die Gründung des Orquesta Sinfonica Jesus Castillo, dessen künstlerischer Leiter und Dirigent Sarmientos zehn Jahre lang war.